# Kitaro
Kitarō (Japans: キタロー) geboren als Masanori Takahashi (Japans: まさのり  たかはし) (Toyohashi, 4 februari 1953) en is een Japans synthesizerspeler en componist.

## Geschiedenis
Kitarō begon zijn muzikale carrière in 1977 met het uitbrengen van de albums Ten Kai/Astral Trip en From the Full Moon Story. Zijn doorbraak kende hij met zijn soundtrack voor de serie Silk Road. Zijn naam wordt vaak in één adem genoemd met andere synthesizerspelers zoals Vangelis en Jean-Michel Jarre.
Zijn vroegere muziek wordt gekenmerkt door lange synthesizerthema's die voor buitenstaanders veel hetzelfde zijn. Zijn vroegere muziek valt in de categorie New Age, maar zijn hedendaagse muziek valt meer in de categorie Filmmuziek of Soundtracks. Ook maakt hij sinds de jaren 90 veel gebruik van orkesten om zijn muziek uit te voeren en was op het album Dream Jon Anderson van Yes als gastmuzikant te horen.
Tot en met 2004 heeft hij wereldwijd meer dan 20 miljoen albums verkocht, en is meerdere keren voor een Grammy Award genomineerd. In 1994 ontving hij een Golden Globe voor zijn soundtrack voor de film Heaven & Earth van Oliver Stone, en in 2001 ontving hij een Grammy Award voor zijn album Thinking of You.
Over het privéleven van Kitaro is niet veel bekend. Hij heeft lange tijd in Japan gewoond, maar is na zijn huwelijk met Keiko Matsubara (ook een musicus) midden jaren 1990 naar Amerika verhuisd en woont nu op een landgoed in de buurt van Boulder (Colorado). Op dit landgoed heeft hij een muziekstudio, Mochi House genaamd, dat zo groot is dat er met gemak een orkest van 70 personen in kan.

## Discografie

### Albums
- Ten Kai/Astral Trip (1978)
- From the Full Moon Story (1979)
- Oasis (1979)
- Silk Road I (1980)
- Silk Road II (1980)
- In Person (1980)
- Silk Road Suite (1980)
- Ki (1981)
- Silk Road III (1981)
- Millennia (1982)
- Queen of Millennia (1982)
- India (1983)
- Silk Road IV (1983)
- Live in Asia (1984)
- Silver Cloud (1984)
- Best of Kitarō (1985)
- Towards the West (1986)
- Tunhuang (1985)
- Kitarō & Himeakami - the Best of (1986)
- Tenku (1986)
- The Light of The Spirit (1987)
- 10 Years (1988)
- Kojiki (1990)
- Live in America (1991)
- Dream (1992)
- Heaven And Earth (1993)
- Mandala (1994)
- Tokusen II (1994)
- An Enchanted Evening (1994)
- the Best of Kitarō (1995)
- Silk road suite 20bit 1 & 2 (1996)
- Kitarō's World of Music (1996)
- Peace on Earth (1996)
- the Best of Kitarō - volume 1 (1997)
- Cirque Igenieux (1997)
- Soong Sisters (1997)
- Gaia-Onbashira (1998)
- Healing Forest (1998)
- the Best of Kitarō - volume 2 (1999)
- Shikoku 88 kasho (1999)
- Thinking of You (1999)
- Noah's Ark (1999)
- Ancient (2001), soundtrack
- Ancient Journey (2002)
- Asian Cafe (2003)
- Daylight, Moonlight Live in Yakushiji (2002)
- Sacred Journey of Ku-Kai - volume 1 (2003)
- Mizu Ni Inorite (2004)
- Healing Forest (2004)
- Sacred Journey of Ku Kai - volume 2 (2005)
- Spiritual Garden (2006)
- The Essential Kitarō (2006)
- Sacred Journey Of Ku Kai volume 3 (2007)
- Journey of the Heart 4 (2008)
- Impressions of the West Lake (2009)
- Toyo's Camera (2009)
- Sacred Journey of Ku Kai  - volume 4 (2010)
- Final Call (2013)
- The Kitarō Quintessential (2013)
- Symphony Live in Istanbul (2014)

### Albums met Far East Family Band
- Far Out (1973)
- The Cave Down to the Earth (1974)
- Nipponjin (1975)
- Parallel World (1976)
- Tenkujin (1977)